# Granada (Colorado)
Granada é uma cidade  localizada no estado americano de Colorado, no Condado de Prowers.

## Demografia
Segundo o censo americano de 2000, a sua população era de 640 habitantes.
Em 2006, foi estimada uma população de 612, um decréscimo de 28 (-4.4%).

## Geografia
De acordo com o United States Census Bureau tem uma área de
1,9 km², dos quais 1,9 km² cobertos por terra e 0,0 km² cobertos por água. Granada localiza-se a aproximadamente 1093 m acima do nível do mar.

## Localidades na vizinhança
O diagrama seguinte representa as localidades num raio de 40 km ao redor de Granada.